# Croizet-sur-Gand
Croizet-sur-Gand är en kommun i departementet Loire i regionen Auvergne-Rhône-Alpes i centrala Frankrike. Kommunen ligger i kantonen Saint-Symphorien-de-Lay som tillhör arrondissementet Roanne. År 2022 hade Croizet-sur-Gand 315 invånare.

## Befolkningsutveckling
Antalet invånare i kommunen Croizet-sur-Gand
| Referens: INSEE |